# Train in Vain
Train in Vain è un brano del gruppo punk rock The Clash, terzo singolo estratto dall'album London Calling, del 1979. Originariamente, la canzone non era indicata sulla tracklist dell'album, ma appariva come una ghost track alla fine del disco. Questo fu il primo singolo dei Clash ad entrare in una Top 30 statunitense. Nel 2004, il brano è apparso alla posizione no. 292 nella lista delle 500 migliori canzoni stilata dalla rivista Rolling Stone.
Negli Stati Uniti, il pezzo fu pubblicato come Train in Vain (Stand by Me). Inoltre, il brano fu intitolato Train in Vain e non Stand by Me per evitare confusione con il singolo Stand by Me di Ben E. King.
Nel 1995 una cover di Annie Lennox viene prodotta e inserita nel suo secondo album Medusa.

## Tracce[7]
- Lato A

1. Train in Vain (Stand by Me) (Strummer/Jones) – 3:09

- Lato B

1. Bankrobber (Strummer/Jones) - 4:34
2. Rockers Galore... UK Tour (Strummer/Jones/Dread) – 4:41

## Formazione
The Clash
- Topper Headon – batteria
- Mick Jones – voce, chitarra
- Paul Simonon – basso
- Joe Strummer – chitarra

Altri musicisti
- Mickey Gallagher – piano elettrico

Crediti
- Guy Stevens – produttore
- Bill Price – ingegnere

## Classifiche
| Classifica             | Posizione |
| ---------------------- | --------- |
| U.S. Billboard Hot 100 | 23        |